# Thamnea ustulata
Thamnea ustulata är en tvåhjärtbladig växtart som först beskrevs av Carl Peter Thunberg, och fick sitt nu gällande namn av Anthony Vincent Hall. Thamnea ustulata ingår i släktet Thamnea och familjen Bruniaceae. Inga underarter finns listade.